# ドナルド・ベイリー
ドナルド・コールマン・ベイリー（Sir Donald Coleman Bailey, Esq., OBE, A.M.Inst.C.E、1901年9月15日 – 1985年5月5日）は、英国の土木技師。ベイリー橋を発明した人物である。英国陸軍元帥バーナード・モントゴメリーは、「ベイリー橋がなければ、戦争に勝つことはできなかった」と述べたとされる。

## 背景
ベイリーはケンブリッジのロザラム・グラマー・スクールとレイズ・スクールを経てシェフィールド大学に進み、同校で工学学士号を取得して1923年に卒業した。
ベイリー橋の設計時には戦争省の公務員であった。なお、技師であったA・M・ハミルトンは、ベイリー橋が仮設橋として優れたものであると広く認められていたにもかかわらず、ベイリー橋がカレンダー・ハミルトン橋の特許を侵害していると申し立てて認められた。
ベイリーは1946年にベイリー橋の設計の功績でナイトに叙された。この頃までには、ボーンマスのサウスボーンに隠棲しており、サウスボーン・クロスロード銀行の女子行員であったドロシー・バーンズは気取らない顧客だったベイリーがナイトに叙されたことを知って大いに驚いたという。その後、ベイリーは1985年にボーンマスで亡くなったが、その功績に反してボーンマスにはベイリーを記念するブルー・プラークはまだ置かれていない。1940年代にベイリーが住んでいた家は2004年に取り壊されてアパートに建て替えられたが、ボーンマスには1974年当時住んでいたヴァイキング・クローズ14番地（14 Viking Close）の家が残っている他、ロザラムのオールバニ街24番地（24 Albany Street, Rotherhaｍ）にある生家が現存している。
第二次世界大戦中、ドーセット州クライストチャーチ近郊にベイリー橋のコンポーネントを生産していた工場があり、現在もバラック・ロードにある大型ショッピングセンターにベイリー橋の一部が残されている。ここで生産されたコンポーネントはカンブリアの演習場に出荷され、戦闘中を模擬して夜間に川で組み立てるという困難な技術の指導が行われた。
英国陸軍元帥バーナード・モントゴメリーは、ベイリー橋について1947年に自伝の中で以下のように記している。

## 栄典
- 1943年1月4日 - 大英帝国勲章オフィサー章[4]
- 1946年1月1日 - ナイト叙任[5]
- 1948年1月1日 - オラニエ＝ナッサウ勲章コマンダー章[6]

## ギャラリー

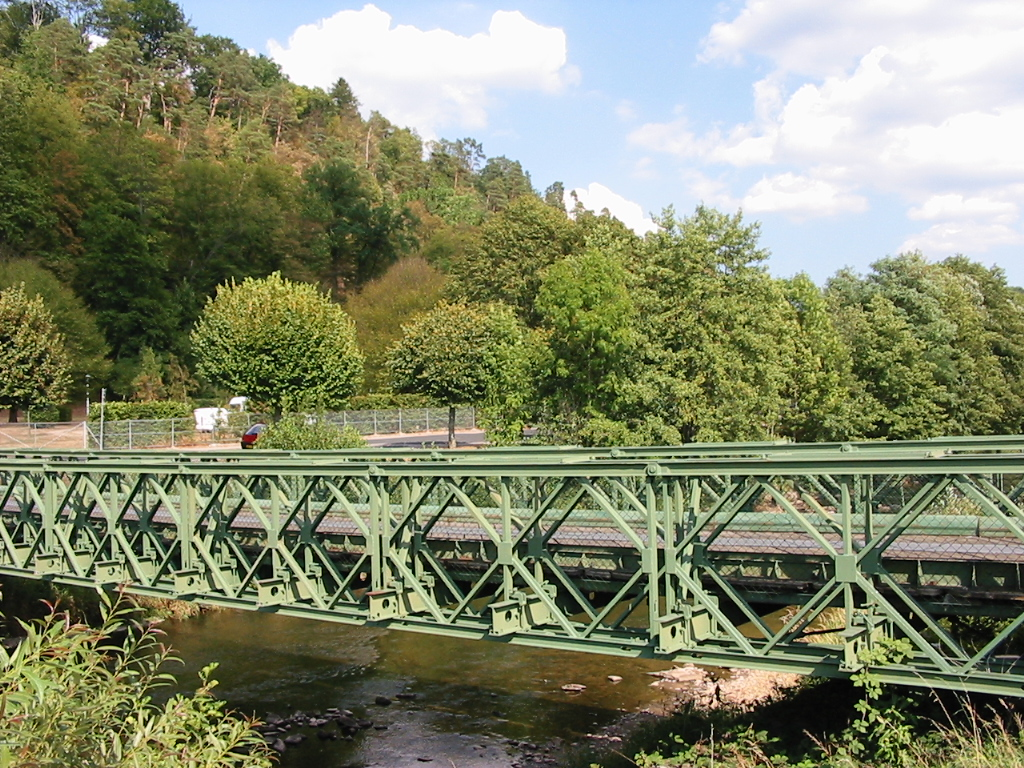
フランスのムルト川に架かるベイリー橋。
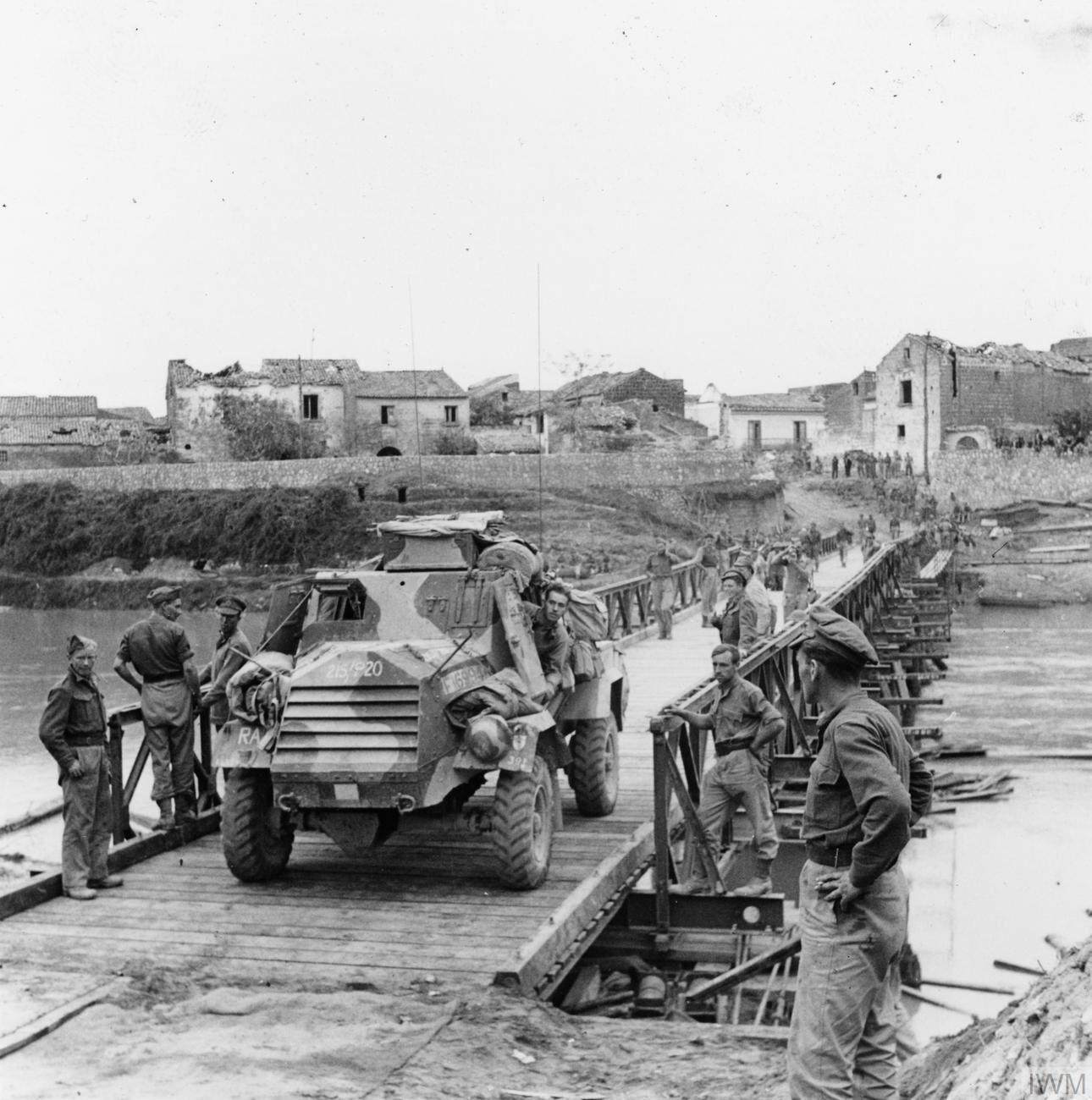
1943年10月14-16日、グラッツァニーゼのヴォルトゥルノ川に架かるベイリー橋を渡るオッター軽偵察車。
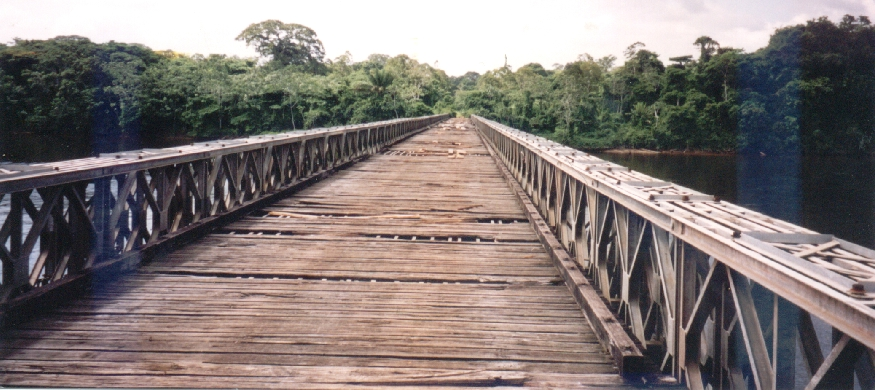
スリナムのビタグロン村にあるコッペナーメ川に架かるベイリー橋
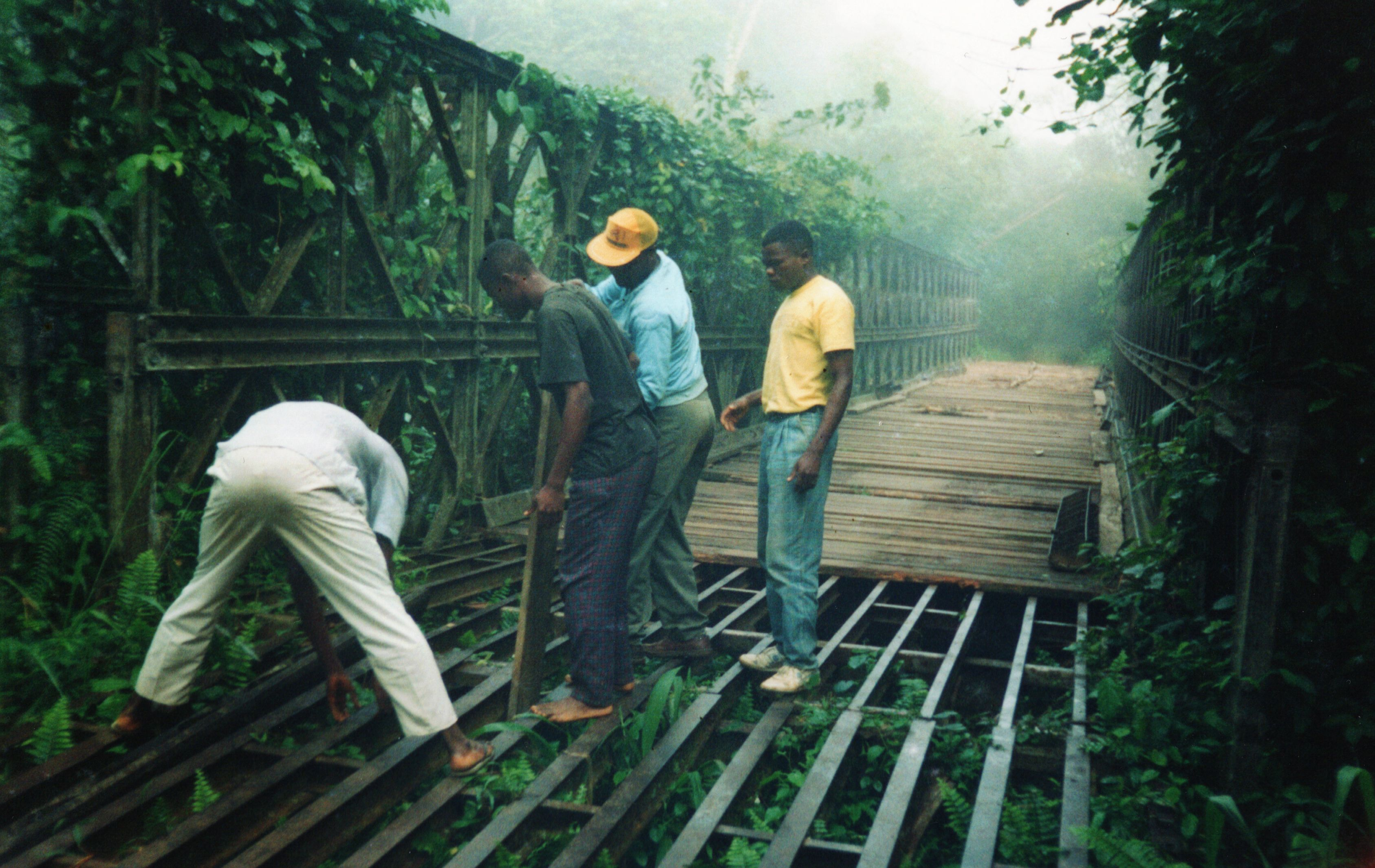
コンゴ民主共和国バサンクス近郊の熱帯雨林に架けられたボリファ・ベイリー橋